# 무색계 유익한 마음
무색계 유익한 마음(팔리어: arūpāvacara-kusalacittāni 아루-빠-와짜라 꾸살라 찟따-니, 영어: immaterial-sphere wholesome consciousnesses, immaterial-sphere moral consciousnesses)은 특히 상좌부의 교학과 아비담마 그리고 수행에서 사용하는 용어로, 무탐 · 무진 · 무치의 3선근 모두와 함께하는, 무색계 선정과  동반하는 다음의 4가지 무색계의 마음을 말한다. 이 4가지는 공무변처정 · 식무변처정 · 무소유처정 · 비상비비상처정의 4무색정(四無色定)의 체계를 따른 것이다.
1. 공무변처의 유익한 마음
2. 식무변처의 유익한 마음
3. 무소유처의 유익한 마음
4. 비상비비상처의 유익한 마음

무색계 유익한 마음은 다음의 분류 또는 체계에 속한다.
- 욕계 · 색계 · 무색계 · 출세간에 속한 총 89가지 마음 또는 총 121가지 마음
  - 욕계 마음 54가지
  - 색계 마음 15가지
  - 무색계 마음 12가지
    - 무색계 유익한 마음 4가지
    - 무색계 과보의 마음 4가지
    - 무색계 작용만 하는 마음 4가지

  - 출세간의 마음 8가지 또는 40가지

- 욕계 · 색계 · 무색계 · 출세간에 속한 총 21가지 또는 37가지의  유익한 마음
  - 욕계 마음에 속한 욕계 유익한 마음 8가지 一 누적 8가지
  - 색계 마음에 속한 색계 유익한 마음 5가지 一 누적 13가지
  - 무색계 마음에 속한 무색계 유익한 마음 4가지 一 누적 17가지
  - 출세간의 마음에 속한 출세간의 유익한 마음 4가지 또는 20가지 一 누적 21가지 또는 37가지